# Dibbersen (Thedinghausen)
Dibbersen ist ein Ortsteil der Gemeinde Thedinghausen in der Samtgemeinde Thedinghausen im niedersächsischen Landkreis Verden.

## Geografie

### Lage
Dibbersen liegt im nordwestlichen Bereich der Gemeinde Thedinghausen, drei Kilometer nordwestlich vom Kernort Thedinghausen entfernt.

### Flüsse
Die Weser fließt nördlich in einem Kilometer Entfernung.

### Nachbargemeinden
Nachbarorte sind – von Norden aus im Uhrzeigersinn – Eißel, Donnerstedt, Riede und Horstedt.

## Geschichte
Am 1. Juli 1972 wurde die Gemeinde Dibbersen-Donnerstedt in die Gemeinde Thedinghausen eingegliedert. Diese wechselte in den Landkreis Verden.

## Infrastruktur
Dibbersen liegt an der L 203, die nördlich von Riede aus nach Thedinghausen führt.
Ansonsten liegt Dibbersen fernab des großen Verkehrs. Die A 27 verläuft 6 km entfernt nördlich, und die A 1 verläuft nordwestlich, ebenfalls 6 km entfernt.